# Робертс, Джозеф Дженкинс
Джозеф Дженкинс Робертс (англ. Joseph Jenkins Roberts; 15 марта 1809, Виргиния, США — 24 февраля 1876, Монровия, Либерия) — либерийский государственный и политический деятель. Исполняющий обязанности губернатора с 3 сентября 1841 по 20 января 1842, с 20 января 1842 губернатор Либерии. Первый (3 января 1848 — 7 января 1856) и седьмой (1 января 1872 — 3 января 1876) президент Либерии.

## Биография
Джозеф Дженкинс Робертс родился 15 марта 1809 года в Виргинии в смешанной афро-европейской семье свободным человеком. Детство провел в Норфолке (Виргиния, США), где окончил среднюю школу Мори (Maury High School) и Норфолкскую академию. Позже он переезжает в Питерсберг (Виргиния), где работает в семейном корабельном бизнесе.
В 1829 году его семья переезжает в Либерию и открывает магазин в Монровии. В 1839 году Джозеф Дженкинс Робертс становится лейтенант-губернатором (вице-губернатором), а в 1841 году исполняющим обязанности губернатора, и в 1842 году губернатором. Остался в истории известным как «Отец Либерии». Помог Либерии обрести независимость в 1847 году. После провозглашения Либерии Республикой, стал её первым Президентом.
Робертс президентствовал до 1856 года, после чего покинул свой пост. Однако в 1871 году, в результате государственного переворота, президент Эдвард Джеймс Рой был свергнут войсками, лояльными Республиканской партии, так как он хотел отменить приближающиеся президентские выборы. Робертс, лидер Республиканской партии, выигрывает эти выборы и снова становится президентом Республики. Он проработал президентом Республики до 1876 года, несмотря на то, что был нетрудоспособен с 1875 года из-за болезни. Через месяц, после ухода с поста президента, Джозеф Дженкинс Робертс скончался.

## Личная жизнь
Был женат на Джейн Робертс (1819—1914).

## Память
Главный аэропорт Либерии назван «Робертс Филд» («Roberts Field»), в честь Джозефа Дженкинс Робертса.